# Batalla del monte Jupil
La Batalla del monte Jupil, también conocida como Batalla de Jupil-san (en coreano: 주필산_전투, romanizado: Jupil-san Jeontu) y Batalla del Monte Zhubi (en chino: 驻跸山之战, romanizado: Zhūbìshān Zhīzhàn) fue una batalla entre las fuerzas chinas Tang y coreanas Goguryeo que tuvo lugar en el monte Jupil al sur de la ciudad fortaleza de Ansi. Tuvo lugar el 11 de julio del 645. El pequeño pero selecto ejército Tang acabó con la fuerza de Goguryeo que intentaba reforzar las defensas de Ansi, logrando una gran victoria.

## Antecedentes
El emperador de China, Taizong de Tang, decidió invadir Goguryeo en el año 644. El asesinato del anterior rey de Goguryeo, Yeongnyu de Goguryeo, y de otros funcionarios por parte del dictador militar Yeon Gaesomun se utilizó como pretexto para la invasión. Se sabe que dichos funcionarios cortejaron al Emperador de China y tenían su reino en términos amistosos con China, algo que Yeon Gaesomun, él mismo un militar de línea dura, nunca aprobó y de ahí el motivo de su asesinato. La invasión finalmente comenzó el 1 de abril de 645, cuando las fuerzas Tang lideradas por el general Maogong, bajo órdenes del Emperador, cruzó al territorio de Goguryeo con su ejército. Todo el esfuerzo fue un asalto combinado naval y terrestre de los territorios de Goguryeo al norte del río Yalu, con las provincias de Yodong y Baegam en Goguryeo ahora en peligro de caer bajo el dominio de los Tang.
Yeon Gaesomun procedió a movilizar un ejército de 150.000 soldados liderados por los generales Go Hyezin y Go Yeonsu para reforzar las defensas del norte del reino en junio de 645. El tamaño del ejército ya era proporcionalmente muy grande en relación con la pequeña población y la frágil economía del reino. La movilización de tan enorme ejército se produjo mientras las fuerzas Tang marchaban hacia el este a través del territorio de Goguryeo y tomando ciudades una a una, de modo que el 11 de junio finalmente se encuentran a las puertas de la ciudad fortaleza de Ansi, capital de la provincia de Yodong, la segunda. -La ciudad más grande del reino con 100.000 habitantes y lugar del sistema defensivo terrestre del norte de Goguryeo. Si la ciudad cayera en manos de los chinos, el resto de Goguryeo al sur del río Yalu quedaría indefenso ante la invasión. El enorme ejército de socorro se reunió así en Pionyang y luego marchó hacia el norte y se apresuró en un intento de ayudar a la asediada ciudad fortaleza.

## Preludio
Los espías y exploradores montados que recorrían la parte norte de Goguryeo informaron al emperador Taizong que una importante fuerza de socorro de Pionyang estaba en camino para evitar que Ansi cayera en manos de los Tang. Este fue el ejército que Yeon Gaesomun envió para relevar a Ansi junto con sus dos generales. A continuación se convocó un consejo de guerra con el Emperador a la cabeza, diciendo a sus generales que era necesario hacer movimientos de tierra perfectamente situados en las empinadas colinas que rodean Ansi para evitar cualquier posibilidad de fuga de los defensores de la ciudad, mientras que el ejército se enfrentaría a la fuerza de socorro y escondería un pequeño destacamento de caballería liderado por el príncipe Li Daozong en una colina para flanquear la fuerza de socorro desde la retaguardia; De este modo, la batalla se decidiría al estilo del yunque y martillo, tal como lo planeó el Emperador.
Los dos ejércitos finalmente se enfrentaron en la llanura situada al pie del monte Jupil el 21 de junio, con el ejército de Goguryeo justo al otro lado de un río en el extremo sur de la llanura.

## Batalla
La batalla comenzó el 23 de junio cuando uno de los generales de Goguryeo, Go Yeonsu, vio que el ejército Tang era aparentemente más pequeño y sus líneas estaban escasamente controladas. Con esto, decidió atacar con la caballería e intentar desalojar al gran ejército Tang frente a su ejército. Lo que no sabía es que en realidad era una estratagema del emperador Taizong para atraer al ejército de Goguryeo a una trampa como lo habían planeado anteriormente sus subordinados. La caballería de Goguryeo liderada por Go Yeonsu cargó a través de la llanura que dominaba el campo de batalla al pie de la montaña Jupil, justo al sur de Ansi, hacia la infantería Tang que los esperaba en una formación de muro de escudos . El otro general, Go Hyezin, hizo lo mismo y también se unió al ataque. A pesar de los disparos masivos de proyectiles de arqueros, ballesteros y catapultas justo dentro de la formación Tang, la carga de caballería mantuvo su impulso hasta que finalmente impactó la pared de escudos, causando muchas bajas Tang en el proceso mientras la caballería cargaba. Pero pronto fue una sorpresa para ambos generales que detrás del largo muro de escudos del ejército Tang hubiera cantidades masivas y densas de infantería con el Emperador Taizong y su séquito muy detrás observando la escena, y sin embargo, a pesar de ello, continuaron el asalto al ejército Tang. Así, la enorme línea de batalla Tang se desarrolló lentamente desde una línea recta hasta una formación en forma de U mientras su ejército intencionalmente daba paso al ataque de Goguryeo, dándole a Goguryeo una falsa sensación de victoria en esta etapa.
Cuando el emperador Taizong finalmente consideró que era el momento adecuado para lanzar su trampa, ordenó hacer sonar los tambores y los cuernos para señalar el ataque por el flanco de Zhangsun Wuji y otros generales con un destacamento de caballería de 11.000 efectivos escondidos hasta ese momento detrás de una colina al norte del monte Jupil. En lo que parecía ser un evento similar al de Cannas, la caballería Tang finalmente se acercó a la retaguardia de la caballería de Goguryeo, golpeándola por la retaguardia. El ejército Tang comenzó a empujar y reforzar el cerco incluso cuando los dos generales de Goguryeo intentaron reunir a sus hombres para seguir luchando, pero la masacre unilateral continuó. Al ver que no podían salvar la situación, los dos generales de Goguryeo intentaron lo mejor que pudieron sacar lo que quedaba de su fuerza del cerco para reunirse con el cuerpo principal de su ejército al otro lado del río hacia el sur, pero 30.000 de sus hombres fueron asesinados al intentar hacerlo. Lo peor vino cuando descubrieron que los puentes en el río que los lleva de regreso al cuerpo principal de su ejército ya fueron derribados por el comandante Tang Zhangsun Wuji bajo órdenes del emperador Taizong, quien ya previó el evento. Al no encontrar otra manera de reunirse con el cuerpo principal de su ejército, los dos generales reunieron lo que quedaba de su fuerza hacia el norte hasta la cima del monte Jupil con el ejército Tang persiguiéndolos. Luego, el ejército Tang alcanzó y rodeó a la fuerza restante de Goguryeo en la cima del monte Jupil una vez más. En un intento por salvar a sus asediados camaradas en la cima del monte Jupil, el cuerpo principal del ejército de Goguryeo finalmente se unió a la batalla vadeando el río y atacó al ejército Tang. Sin embargo, pronto se vieron contraatacados por tres lados por el ejército Tang, al no haber podido alcanzar a sus camaradas en la cima de la montaña.
Al ver que todo estaba perdido, Go Yeonsu y Go Hyezin entregaron lo que quedaba de su mando que estaba varado en la cima de la montaña, ahora reducido a solo 3.800 hombres heridos y hambrientos. Lo que quedó del ejército de Goguryeo que aún no se había rendido, es decir, la fuerza que intentó salvar a sus camaradas en la cima del monte Jupil pero fracasó, ahora también está sujeto a ataques del ejército Tang por tres lados, aplastándolo hasta convertirlo en pulpa. finalmente se retiraron y se dispersaron hacia el sur, solo para ser perseguidos por el ejército Tang, siendo la mayoría de ellos asesinados durante la persecución y otros 33.000  hechos prisioneros. Entre ellos, las fuerzas Tang enviaron a 3.500 oficiales y jefes de regreso a China, ejecutaron a 3.300 soldados Mohe y finalmente liberaron al resto de los soldados ordinarios de Goguryeo. Como parte del botín de guerra arrebatado al enemigo, el ejército Tang capturó del derrotado ejército de Goguryeo 50.000 caballos, 50.000 vacas y 10.000 armaduras de hierro.

## Secuelas
La destrucción del ejército de socorro de Goguryeo a manos del ejército Tang aisló la ciudad de Ansi del resto del reino de Goguryeo. A partir de entonces, la guarnición de la ciudad quedaría sola y a merced del ejército invasor Tang. Los dos generales de Goguryeo, Go Hyezin y Go Yeonsu, luego desertaron a los Tang y, por lo tanto, el emperador Taizong les otorgó títulos reales imperiales chinos, y más tarde le dieron consejos al Emperador sobre su campaña para subyugar a Goguryeo.
Tras la batalla, el Emperador inició oficialmente el asedio de la ciudad que se prolongaría durante tres meses antes de ser levantado ante la aparición del mal tiempo y la escasez de suministros por parte de los sitiadores. Aunque se abandonó el asedio y, por tanto, se salvó la ciudad, este desastre de batalla consumió en gran medida la ya muy limitada reserva de mano de obra de Goguryeo, hasta el punto de que tendría efectos negativos en la conducción de la guerra durante el resto del conflicto, que después de años de batallas y asedios resultaría paulatinamente en el fin de su existencia y la conquista de la mayor parte de su territorio, incluida su capital, Pionyang, por parte de los Tang, y el resto iría a otro reino coreano, Silla, en 668.

## Cultura popular
La película surcoreana de 2018 La gran batalla presentó esta batalla como su escena inicial.